# Grant Curtis
Grant Curtis filmproducer, legismertebb munkája a Pókember 3-hoz fűződik. Ezt megelőzően a Pókember és a Pókember 2 társproducere volt. 

## Élete
Curtis könyvet ír a Pókember 3 készítéséről, amelyben külön fejezetek szólnak a forgatókönyvről, a szereplőválogatásról, a produkciós dizájnról, a jelmeztervezésről és a vizuális effektekről, illetve tartalmaz egy naplót, amit a forgatás ideje alatt írt.

## Munkái
- 2007. Pókember 3 (Spider-Man 3) – producer
- 2004. Pókember 2 (Spider-Man 2) – producer
- 2002. Pókember (Spider-Man) – producer
- 2000. Rossz álmok (The Gift) – associate producer

## Külső hivatkozások
- Grant Curtis az Internet Movie Database oldalon (angolul)

1. ↑  Národní autority České republiky. (Hozzáférés: 2022. június 8.)